# Petina
 Ovo je glavno značenje pojma Petina. Za druga značenja pogledajte Petina (razdvojba).
Petina je naseljeno mjesto u Republici Hrvatskoj u Zagrebačkoj županiji. Nalazi se u Turopolju, a administrativno je u sastavu grada Velike Gorice. Proteže se na površini od 1,84 km². Prema popisu stanovništva iz 2011. godine Petina ima 213 stanovnika koji žive u 67 domaćinstava. Gustoća naseljenosti iznosi 116 st./km².

## Stanovništvo
| broj stanovnika | 124   | 113   | 104   | 135   | 141   | 164   | 190   | 190   | 204   | 206   | 203   | 203   | 220   | 216   | 218   | 213   | 193   |
|                 | 1857. | 1869. | 1880. | 1890. | 1900. | 1910. | 1921. | 1931. | 1948. | 1953. | 1961. | 1971. | 1981. | 1991. | 2001. | 2011. | 2021. |